# Neolit preceramiczny
Neolit preceramiczny – wczesny okres neolitu trwający od IX/VIII tysiąclecia p.n.e. do VII/VI tysiąclecia p.n.e.
Początki neolitu wiążą się z procesem udomowienia zwierząt i roślin (przekształcenia roślin dziko rosnących w hodowane), co nastąpiło ok. IX/VIII tysiąclecia p.n.e. na Bliskim Wschodzie. Ceramika gliniana pojawiła się dopiero 3 tys. lat później (ok. VII/VI tysiąclecia p.n.e.) na Bliskim Wschodzie (a w Europie z kilkusetletnim opóźnieniem, najwcześniej w Grecji – kultura Sesklo). W okresie neolitu preceramicznego naczynia były wytwarzane z kamienia, drewna, owoców (np. tykwy) lub wyplatane z wikliny.